# Erika Salumäe
Erika Salumäe, née le 11 juin 1962 à Pärnu, est une coureuse cycliste sur piste estonienne. Spécialiste de la vitesse individuelle, elle a été deux fois championne du monde de cette discipline et a remporté deux médailles d'or aux Jeux olympiques : la première en 1988 à Séoul pour l'Union soviétique, la seconde en 1992 à Barcelone pour l'Estonie. Elle a détenu le record du monde du sprint sur 500 mètres, départ lancé du 6 août 1987 au 29 mai 2011.
En novembre 2013, Erika Salumäe alors âgée de 51 ans subit une opération du dos, engendrant de lourds frais médicaux. Elle décide de vendre aux enchères ses deux médailles d'or olympiques, cinq médailles des championnats du monde et un vélo, selon la maison d'enchères Graham Budd. Cette vente lui a rapporté au total 95 000 euros. Ses deux médailles de championne olympique de la vitesse, obtenues à Séoul en 1988 et à Barcelone en 1992, se sont vendues à 50 000 livres (59 000 euros).

## Palmarès

### Jeux olympiques
- Séoul 1988 :
  -  Championne olympique de la vitesse individuelle
- Barcelone 1992 :
  -  Championne olympique de la vitesse individuelle

### Championnats du monde
- Barcelone 1984
  -  Médaillée d'argent de la vitesse individuelle
- Colorado Springs 1986
  -  Médaillée d'argent de la vitesse individuelle
- Vienne 1987
  -  Championne du monde de vitesse individuelle
- Lyon 1989
  -  Championne du monde de vitesse individuelle
- Bogotá 1995
  -  Médaillée de bronze de la vitesse individuelle